# Những đứa trẻ đuổi theo tinh tú
'Những đứa trẻ đuổi theo tinh tú' (星を追う子ども Hoshi wo Ou Kodomo), còn được biết đến với tên Journey to Agartha (Hành trình đến Agartha), Children Who Chase Voices From Deep Below (Những đứa trẻ chạy theo tiếng nói từ dưới đáy sâu) là một phim anime của Nhật, phát hành ngày 07 tháng 05 năm 2011, đạo diễn bởi Shinkai Makoto. Đây là phim dài nhất của Shinkai Makoto tính đến thời điểm hiện tại (116 phút). Phim kể về một chuyến phiêu lưu sống động của một cô bé để nói lời từ biệt.

## Cốt truyện
Asuna là một học sinh tiểu học. Sau cái chết của cha mình, cô bé buộc phải trưởng thành sớm hơn các bạn cùng trang lứa vì mẹ Asuna là y tá, thường xuyên trực dài ngày tại bệnh viện. Asuna trải qua những ngày của mình trong một hang động trong núi, lắng nghe thứ âm nhạc kì lạ phát ra từ thỏi pha lê cha mình để lại và cho một sinh vật giống mèo mà Asuna gọi là Mimi.
Một ngày nọ, khi băng qua cầu, Asuna bị một sinh vật lạ đột kích và được một thanh niên lạ mặt cứu giúp. Cậu ta xưng tên là Shun, đến từ vùng đất Agartha. Asuna băng bó vết thương cho Shun và kể cho cậu nghe về thứ âm nhạc mà radio của cô bé bắt được. Cuộc gặp gỡ ngắn ngủi của Asuna và Shun chấm dứt khi Shun chết trong khi nới tay với sao.
Sáng hôm sau, mẹ Asuna kể cho Asuna về việc tìm thấy một thanh niên chết trên sông, tay mang khăn quàng của Asuna nhưng cô bé không tin. Tại trường, sau khi giáo viên chủ nhiệm nghỉ để sinh em bé, giáo viên, thầy Morisaki, đến dạy thay và giảng cho cả lớp nghe về miền đất của người chết, Agartha. Bài giảng này thu hút Asuna. Cô bé đến gặp Morisaki hỏi thăm về miền đất và được thầy giáo giảng thêm về Quetzalcoatl, những vị thần canh giữ người chết trước khi con người có thể trưởng thành và không cần đến họ nữa. Hai thầy trò đi xuống lòng đất với hi vọng tìm được những gì mình muốn thấy.
Asuna sau đó đã đi đến hang động bí mật của mình thì thấy một thanh niên khác giống Shun đứng đó. Ngay tức khắc, một toán người có vũ khí tấn công. Chỉ huy của toán lính đó bắt giữ Asuna và sử dụng một mảnh pha lê gọi là clavis (クラヴィス kuravisu) để mở cổng. Cậu thanh niên theo Asuna và chỉ huy kia vào cổng. Vị chỉ huy kia hóa ra là thầy Morisaki đi đến đây để mang người vợ quá cố trở về. Cậu thanh niên cũng tiết lộ mình là Shin, em trai của Shun. Sau đó, Shin bỏ hai người lại. Morisaki nói Asuna có thể quay về nhưng cô bé quyết định theo thầy mình trong chuyến đi đến Cánh cổng sinh tử (生死の門  Seishi no Mon), mang người chết trở lại.
Trên đường đi, Asuna bị một bộ tộc quái vật tên Izoku bắt cóc. Trong khi chạy trốn, Asuna bắt gặp một bé gái tên Mana và cả hai đưa nhau chạy trốn. Shin giúp đỡ họ nhưng bị Izoku đả thương. Sau đó, Morisaki đã tìm ra ba người họ nằm trên một con sông. Mana đã dẫn họ đến ngôi làng của mình, Amaurot.
Cư dân nơi đó ban đầu không hoan nghênh người từ mặt đất xuống (và sau khi họ đi cũng không tỏ thiện chí) nhưng già làng, ông của Mana, đã cho phép họ ở lại. Morisaki và già làng đã bất đồng khi Morisaki tỏ ý muốn đến Cánh cổng sinh tử. Còn khi đó, Asuna thăm nom Shin nhưng bị Shin hét lên vì muốn ở một mình. Cũng trong thời gian này, Asuna gặp lại Mimi.
Sáng hôm sau, Asuna và Morisaki rời làng Amaurot. Shin thức dậy sau và quyết định đuổi theo họ sau khi nghe dân làng đang đuổi giết họ. Shin đến cứu họ và nhân lúc bị phân tán, Morisaki đã mang Asuna lên vùng cao. Khi đến đó, họ đến một vực sâu nhưng Asuna quá sợ trèo xuống nên ở lại. Còn Morisaki tiếp tục đi. Trong khi Shin đang đánh nhau với dân làng và sắp thua, dân làng đã cảm nhận viên pha lê clavis đã đến Cánh cổng sinh tử bèn bỏ Shin lại. Shin, vẫn còn chút sức lực, đã đi khỏi nơi đó.
Asuna, giờ chỉ còn một mình, đi lang thang, hỏi bản thân vì sao cô bé lại đến Agartha và cuối cùng chấp nhận rằng mình đến Agartha vì cảm thấy cô đơn. Asuna lại bị Izoku tấn công và lại được Shin cứu. Asuna và Shin quay lại vách núi rồi nhìn thấy một tàu bay lớn (được coi là Thượng đế) đang hạ cánh. Họ còn gặp một Quetzalcoatl sắp sửa chết. Trước khi chết, Quetzalcoatl hát một bài ca về tất cả những ký ức loài người mà vị thần này hấp thụ (trong đó có cả Shun và Mimi). Đến lúc này, Asuna đã biết âm nhạc mà cô bé nghe thấy đến từ đâu. Quetzalcoatl ngay sau đó nuốt chửng hai người nhưng đã chết không lâu sau và tan biến. Shin và Asuna thoát ra được và rơi ra.
Bên dưới vách núi, cả hai tìm thấy Cánh cổng sinh tử và đi vào. Họ gặp lại Morisaki. Asuna không lâu sau bị linh hồn vợ Morisaki chiếm giữ thân xác. Trong thời gian thân xác bị chiếm giữ, Asuna gặp lại linh hồn của Shun. Shin giận dữ cố hết sức để phá hủy clavis nhưng Morisaki ngăn cản vì không muốn mất vợ lần nữa. Tuy nhiên, Shin đã phá hủy được clavis và hồn Lisa buộc phải thoát khỏi thân xác Asuna. Trước khi biến mất hoàn toàn, Lisa bảo Morisaki hãy đi tìm hạnh phúc mà không có mình. Asuna tỉnh lại sau khi từ biệt Shun trong mơ, nhìn thấy Morisaki suy sụp đến mức van xin Shin giết chết mình nhưng Shin nói ông ta phải sống.
Phim kết thúc khi Asuna quay lại trên mặt đất, còn Shin và Morisaki ở lại.

## Lồng tiếng
- Kanemoto Hisako vai Asuna
- Inoue Kazuhiko vai thầy Morisaki
- Irino Miyu vai Shun và Shin
- Orikasa Fumiko vai mẹ Asuna
- Takeuchi Junko vai Mimi, thú nuôi của Asuna
- Hidaka Rina vai Mana
- Ōki Tamio vai già làng Amaurot
- Shimamoto vai Lisa

## Nhân vật
Watase Asuna (渡瀬 明日菜 (アスナ) Watase Asuna)
Một học sinh cấp 1 trưởng thành trước tuổi. Cô có những cảm nhận về thế giới Agartha vì cô là "sự giao hòa của hai thế giới" (đó là lý do vì sao tộc Izoku lại muốn ăn thịt cô tương tự như bé Mana), hay nói đúng hơn cha của cô là một người Agartha. Viên tinh thể mà cha cô để lại làm kỉ vật cũng là chìa khóa để ông ấy lên mặt đất để thăm vợ con.
Morisaki Ryūji  (森崎 竜司 (モリサキ) Morisaki Ryūji)
Giáo viên mới của Asuna. Có hiểu biết về Agartha và hết mực yêu thương vợ mình, Lisa. Vốn quyết định tham gia lực lượng Arcangeli vốn là để lợi dụng tổ chức này để có những điều kiện thuận lợi nhất để tìm đường đến Agartha, mong muốn tìm kiếm phương thức hồi sinh lại vợ mình.
Shun Canaan Preases (シュン Shun)
Shun là một đứa trẻ mồ côi, được tộc Canaan dung nạp và nuôi dưỡng. Cậu có tư chất tốt và có thể sớm cảm nhận vị trí của các viên clavis, nhưng cậu lại mắc bệnh khiến cậu bị rút ngắn tuổi thọ. Cậu có mong ước tột độ được lên mặt đất bất chấp bầu không khí sẽ mau chóng đưa cậu đến cái chết. Người truyền cho cậu cảm hứng để lên mặt đất là thầy của cậu ở tộc Canaan, căn phòng nơi Shun và Asuna nói chuyện lúc bị Risa nhập hồn có thể là căn phòng của người thầy đó, nơi mà họ trò chuyện và có thể Shun đã cho Asuna biết rằng thầy mình chính là cha của Asuna.
Asuna có cảm tình với Shun sau khi được cứu thoát khỏi sinh vật lạ và Shun cũng nói rằng Asuna là cô gái mà cậu tìm kiếm.
Shin Canaan Preases (シン Shin)
Em trai Shun. Được dân làng cử đi đoạt lấy clavis của Asuna và Morisaki.
Lisa (リサ Risa)
Vợ Morisaki. Hiện hình lại trong phút chốc nhờ Cánh cổng sinh tử.

## Âm nhạc
Âm nhạc bởi nhạc sĩ Tenmon. Bài hát chủ đề phim là "Hello Goodbye & Hello" do Kumaki Anri trình bày, sáng tác bởi Shimizu Shun'ya.

## Quá trình sản xuất
Shinkai Makoto đến London năm 2008 và dành thời gian ở đó sau khi hoàn tất 5 cm/s. Ông quay lại Nhật năm 2009 để bắt đầu dự án tiếp theo. Ông vẽ hai phác thảo cho phim vào tháng 12 năm 2009 và nói rằng ông muốn đi sâu hơn chủ đề chia ly ở những anime trước, làm sao để vượt qua nỗi đau mất mát ấy.
Tháng 10 năm 2010, ông tiết lộ những thông tin chính về phim như tựa đề, cốt truyện, ngày phát hành và trailer. Shinkai Makoto tiếp tục giữ vai trò đạo diễn và kịch bản. Nishimura Takayo thiết kế nhân vật và xem xét quá trình làm phim. Tanji Takumi chỉ đạo hình ảnh.

## Manga
- Hoshi wo Ou Kodomo (3 tập) - manga: Mitani Tomoko.[5][6]
- Hoshi wo Ou Kodomo: Agartha no Shōnen (2 tập) - manga: Hidaka Asahi.